# Sulcacis bidentulus
Sulcacis bidentulus là một loài bọ cánh cứng trong họ Ciidae. Loài này được Rosenhauer miêu tả khoa học năm 1847.